# Doña Bella
Doña Bella es una telenovela colombiana producida por RCN Televisión y Telefutura en el año 2010. Es una nueva versión en español de la producción brasileña original de 1986 titulada Dona Beija, una adaptación de la guionista chilena Daniella Castagno. La última serie se deriva de varias novelas brasileñas centradas en la vida de la personalidad histórica Ana Jacinta de San José.
Fue protagonizada Antagónicamente por Zharick León junto a Fabián Ríos, contó con las participaciones antagónicas de Marcelo Buquet(villano principal), Stephanie Cayo, Gloria Zapata e Inés Oviedo, con la actuación estelar de Pedro Rendón, y las participaciones especiales de María Luisa Flores y Daniel Arenas.
Internacionalmente se estrenó en Estados Unidos el 25 de abril de 2011 y concluyó el 19 de septiembre de 2011 en Telefutura

## Sinopsis
Bella es una mujer muy hermosa que vive en un pueblo bananero llamado Agua Hermosa. Hija única, vive una existencia ordinaria con su único pariente, su abuelo materno. Además, está profundamente enamorada y comprometida con su amigo de la infancia Antonio Segovia, un hombre proveniente de una familia conservadora. 
Su vida cotidiana es interrumpida con la llegada de un extranjero rico llamado Román Montero. Encantado por lo atractivo de la joven mujer, el poderoso empresario determina en hacerla su amante, pero al ser rechazado por la dama, este decide secuestrarla, llevándosela a vivir a una mansión para ser su mantenida. Bella espera ser rescatada, pero nadie en su pueblo natal cree que el Señor Montero la haya secuestrado, en especial, su prometido, quien agraviado, piensa que su novia se fue con el adinerado capitalista por interés. Como si el destino no hubiera sido suficientemente cruel con la doncella, Bella recibe otro golpe cuando su abuelo muere y queda sola en el mundo.
Abandonada y humillada, no tiene más remedio que entregarse a Román, pese a que pierde la virginidad con otro para no darle esa satisfacción. Seguidamente, con el propósito de desquitarse de su torturador sádico, decide satisfacer a todos quienes la desean a cambio de oro y joyas. De tal modo, Bella se incorpora al comercio sexual y, así acumula riquezas y se convierte en millonaria. Una vez que Román es obligado a regresar a la capital por motivos laborales, ella se reinstala en el pueblo de Agua Hermosa con la ilusión de volver a encontrarse con su amado Antonio.
Sin embargo, Antonio no puede perdonarla y, debido en parte por las grandes presiones familiares y sociales, se casa con otra mujer. Esta realidad ocasiona el descenso agudo de Bella, causando elevado actos de autodestrucción y auto-desprecio. Sintiéndose traicionada y maltratada por su gran amor, decide vengarse de él utilizando el mismo esquema que uso para desquitarse de Román. Por tanto, instala en el pueblo conservador un burdel donde ella es la única suministradora de los servicios. Allí se entrega a todos los hombres ricos para torturar de celos al amante que la despreció. Todos los hombres podrán tenerla, menos él.
Pero el gran amor entre Bella y Antonio es demasiado fuerte como para ser repudiado por ellos. Eventualmente, reinician su perturbado romance y se convierten en amantes sin importarles los compromisos personales. El hecho de que él estaba casado ahora con Evangelina y tiene varios hijos con esta, genera más rechazo y odio hacia Bella por gran parte del pueblo. Pero a Bella esto la tiene sin cuidado, e incluso llega a procrear una hija con Antonio, a la que pone de nombre María Antonia.
Esta tirante relación entre ambos marca por muchos años sus vidas y las de los habitantes del pueblo, en especial la de Andrés Mendoza, quien es el eterno tercero en discordia, aunque engendra una hija con Bella, Andrea Fernanda. Un comienzo penoso no puede terminar de modo diferente: agobiada por los constantes celos enfermizos y abusos de Antonio, Bella decide erradicar su problema contratando a alguien para que lo asesine. Sin embargo, se arrepentirá de esto y trata de evitarlo a toda costa, pero su remordimiento llega demasiado tarde.
Al final Bella queda destruida por la muerte de Antonio, su gran amor, y decide irse del pueblo dejando su pasado atrás y a empezar una nueva vida.

## Índice de audiencia en Colombia
Es una de las telenovelas más exitosas en la historia de las mañanas en Colombia, un horario de 10:30 / 11:30 a. m. - 12:30 p. m. donde el índice de audiencia habitual es de un dígito bajo, esta producción llegó a triplicar a su competencia. Su primer capítulo en las pantallas del Canal RCN obtuvo un debut en personas de 4,0 y 9,1 en índice de audiencia, muy habitual en este horario de las 10:30 a. m. y por su duración de 2 horas, su segundo capítulo logró elevarse hasta 4,7 ocupando el modesto segundo puesto en la franja de la mañana después del matutino Muy Buenos Días. El 28 de julio obtuvo 4,9 personas y 9,5 de índice de audiencia y 34,2% en cuota de pantalla, su crecimiento continuaba. Para el 29 de julio su índice de audiencia fue de 5,5 en personas y 11,3 en índice de audiencia y 41,1% en cuota de pantalla obteniendo el doble del índice de audiencia de su enfrentado Pasión Morena en el Canal Caracol que obtuvo 2,6 personas y 5,9 en índice de audiencia. En las próximas semanas su índice de audiencia se mantuvo entre 4,8 y 5,5 o sea 10,7 y 11,2 en índice de audiencia; el 31 de agosto obtuvo una marca importante, logró superar todos los resultados del horario de la tarde que tiene mayor concurrencia de audiencia, obteniendo 6,0 puntos en personas 14,5 en índice de audiencia hogares y 45,1% en cuota de pantalla, el 7 y 26 de septiembre ocurre el mismo fenómeno, esta vez con 6,4 y 6,2 en personas 14,7 y 15,0 en índice de audiencia respectivamente y 46,31% de cuota de pantalla. En distintas ocasiones en el mes de septiembre, octubre y noviembre tuvo un comportamiento en índice de audiencia superior a la franja de la tarde, obteniendo entre 5,5 y 6,3 en personas, duplicando a su competencia. El 25 de noviembre sorprende con un índice de audiencia de 15,2 y 6,7 en personas; el 30 de noviembre sorprendió con 16,2 en índice de audiencia y 7,0 en personas, uno de los más grandes en su transmisión con cuota de pantalla de 46,4%. Su capítulo final marcó 7,1 en personas 16,7 en índice de audiencia se despidió como una de las más exitosas en las mañanas colombianas, promediando 5,9 en personas y 13,1 en índice de audiencia.

## Elenco
- Zharick León - Bella de Santa Lucía Cepeda de Segovia "Doña Bella"
- Fabián Ríos  - Antonio Segovia López
- Marcelo Buquet  - Román Montero
- Gloria Zapata - Cecilia López Vda. de Segovia
- Pedro Rendón - Andrés Mendoza
- Stephanie Cayo - Evangelina Rosales de Segovia
- Daniel Arenas - Nicolás Ayala
- María Luisa Flores - Inés Segovia López de Ayala
- Xilena Aycardi - Juana González "Juanita"
- Armando Gutiérrez - Moisés Pérez
- Alfonso Ortiz - Padre Miguel Arteaga
- Gloria Montoya - Silvia Salazar de Pizarro
- Germán Quintero - Roberto Grimaldi
- Alejandra Ávila - Consuelo Molina
- Guillermo Gálvez - Alcalde, Simón Molina
- Natalia Giraldo - Alcaldesa, Augusta de Molina
- Edmundo Troya - Julián Rosales
- Sandra Pérez - Graciela de Rosales
- Inés Oviedo - Sofía de Grimaldi / Vda. de Grimaldi / de Montero
- Jorge López - Dr. Alcides Guzmán
- Luis Enrique Roldán - Claudio Mendoza
- Linda Lucía Callejas - Carolina Vda. De Mendoza
- Juan Pablo Obregón - Aurelio Sotomayor
- Joavany Álvarez - Gaudencio
- Margarita Amado - Delia de Fernández
- Juan Hugo Cárdenas - Joaquín Fernández
- Orlando Lamboglia - Comisario Arturo Fernández
- Barney Moreno - Policía, Benjamín Pizarro
- Fabián Mendoza - Pedro Grimaldi
- Luz Estrada - Candela
- Kelly De la Osa - Celeste
- Luz del Sol Neisa - María Antonia Segovia Cepeda
- Mariana Garzón - Andrea Fernanda Mendoza Cepeda
- Luis Fernando Salas - David Caballero
- Javier Delgiudice - Pablo Segovia
- José Julián Gaviria - Miguel Segovia Rosales
- Juan Carlos Messier - Pablo Antonio Segovia Rosales
- Luis Fernando Múnera - Fernando Cepeda
- Mauro Urquijo - Fidel Forero
- Daniela Nunes - Bella de Santa Lucía Cepeda (niña)
- Jackie Vera - Karla
- Carlos Vega - Antonio Segovia López (niño)
- Paola Díaz - Esther de Caballero
- Patricia Moreno - Dominga
- Eduardo Meléndez

## Premios y nominaciones

### Premios TvyNovelas (Colombia)
| Año  | Categoría                                     | Telenovela                                             | Resultado |
| ---- | --------------------------------------------- | ------------------------------------------------------ | --------- |
| 2012 | Novela favorita                               | Verónica Pimstein, Armando Barbosa y Federico Castillo | Nominados |
| 2012 | Producción nacional favorita para el exterior | Verónica Pimstein, Armando Barbosa y Federico Castillo | Nominados |
| 2012 | Mejor Actriz Protagónica                      | Zharick Leon                                           | Nominada  |

### Premios India Catalina
| Año  | Categoría                              | Nominado                                               | Resultado |
| ---- | -------------------------------------- | ------------------------------------------------------ | --------- |
| 2012 | Mejor Telenovela                       | Verónica Pimstein, Armando Barbosa y Federico Castillo | Nominados |
| 2012 | Mejor Edición de Telenovela            | Gabriel González y María Cristina Pérez                | Nominada  |
| 2012 | Mejor Arte de Telenovela               | Rosario Lozano                                         | Nominada  |
| 2012 | Mejor Fotografía de Telenovela         | Camilo Yunis                                           | Nominado  |
| 2012 | Mejor Actriz Protagónica de Telenovela | Zharick León                                           | Nominada  |
| 2012 | Mejor Actor Protagónico de Telenovela  | Fabián Ríos                                            | Nominado  |
| 2012 | Mejor director de Telenovela           | Toni Navia                                             | Nominada  |

### Latín Pride International Awards
| Año  | Categoría            | Nominado     | Resultado |
| ---- | -------------------- | ------------ | --------- |
| 2012 | Mejor Actriz del año | Zharick León | Ganadora  |

## Versión
En 1986 Rede Manchete había realizado la telenovela Dona Beija sobre la misma historia, protagonizada por Maitê Proença, con un gran éxito durante su emisión, y que fue emitida en varios países de América y Europa.
Para esta versión, se quiso a la bella Marlene Favela para el papel, pero la productora y la actriz mexicana no llegaron a un acuerdo. Al final el papel se le dio a Zharick León.

## Tema musical
- El tema original de la telenovela es Bella interpretado por Carlos Aguera y Mariatta.
- En Panamá Telemetro usó como tema principal Masoquista de Erika Ender, una conocida cantautora panameña.
- Univisión Puerto Rico escogió como la canción Para volver a amar de Kany García para su emisión. Pero a partir de Julio de 2010 el tema fue reemplazado por la versión original Bella de Carlos Aguera y Mariatta. Ya que ese mismo mes se estrenó la telenovela Para volver a amar en el horario de las 12am.